# Chamber of Princes

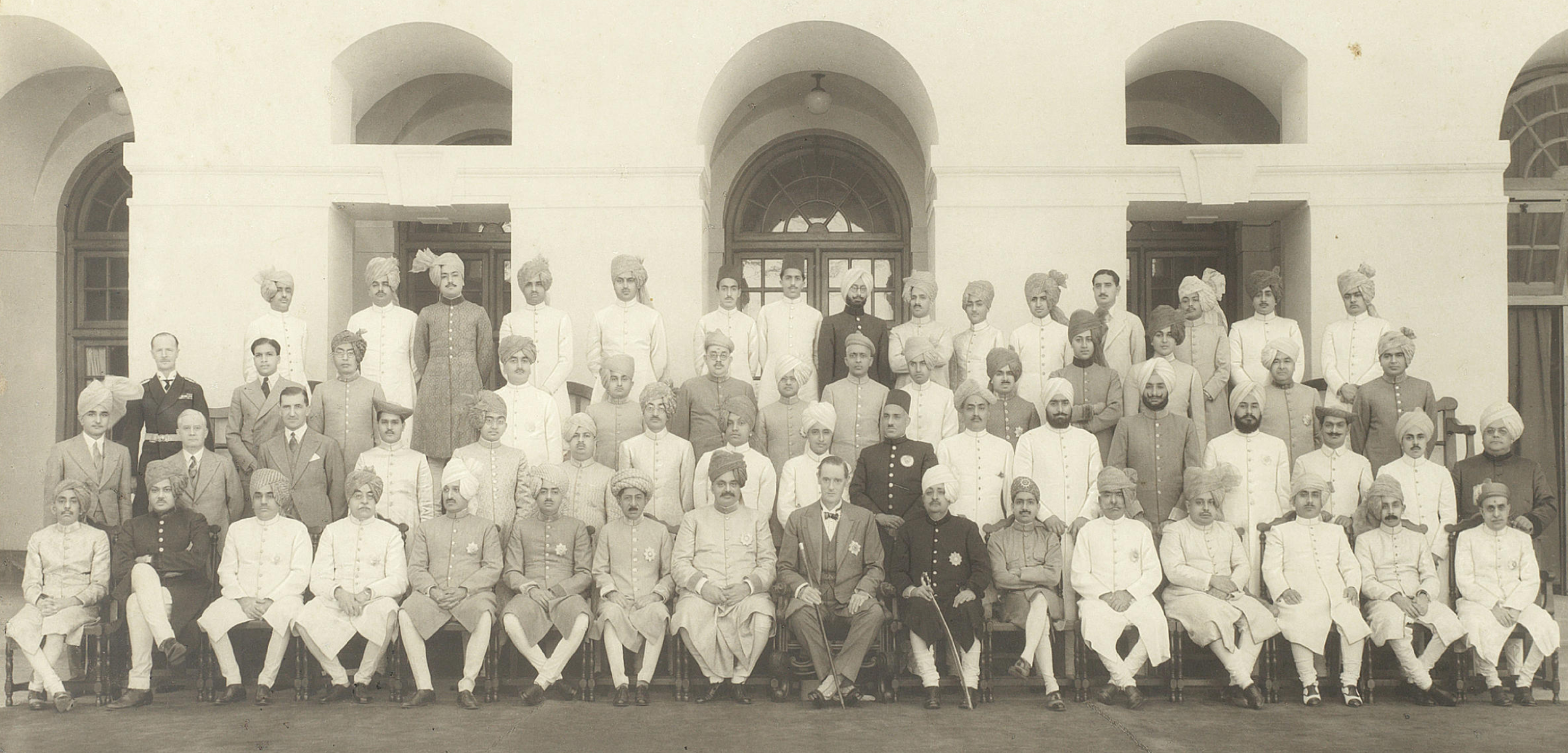
Die Kammer der Fürsten im März 1941

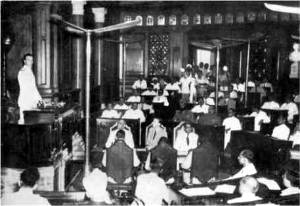
Vizekönig Mountbatten spricht in einer Sitzung der Kammer der Fürsten

Die Chamber of Princes (deutsch Kammer der Fürsten; Hindi Narendra Mandal oder Narender Mandal) wurde im Rahmen der Montagu-Chelmsford-Reformen, die im Government of India Act 1919 mündeten, als beratendes Organ in Britisch-Indien geschaffen. Bereits unter den Vizekönigen Lytton, und George Curzon, hatte es Vorschläge gegeben, den Fürsten eine gewisse Mitsprache zu ermöglichen. Diese Vorschläge waren von London abgelehnt worden.

## Geschichte
Mitglieder waren die volljährigen Herrscher der 109 indischen Fürstenstaaten, denen neun oder mehr Schuss Salut zustand. Aus einer Gruppe von 127 Herrschern kleinerer Staaten wurden weitere zwölf Mitglieder ausgewählt. 327 kleine Staaten waren nicht in der Kammer vertreten. Die Arbeit in der Kammer war für die Fürsten der bedeutenderen Staaten wenig attraktiv, da sie Möglichkeiten der direkten Einflussnahme hatten.
Man tagte einmal jährlich. Die konstituierende Sitzung am 8. Februar 1921 wurde vom Duke of Connaught geleitet. Den Vorsitz führte der Vizekönig, bei dessen Abwesenheit der aus der Mitte der Fürsten gewählte Kanzler. Es galt das Prinzip 1 Staat = 1 Stimme, was über die Jahre zum Rückzug der größten Staaten führte, da sie ihre Interessen nicht hinreichend vertreten sahen. Die längste Sitzung, zugleich die mit den meisten Teilnehmern nämlich 60, dauerte 1932 zehn Tage. In der Zwischenzeit wurden die Geschäfte von einem jährlich neu zu wählendem standing committee geführt, dem der Kanzler (chancellor) vorstand.
1930, als der Congress nicht mehr am Runden Tisch zur Verfassungsreform teilnahm, wurde das Standing Committee zum wichtigsten Forum konservativer indischer Interessen, innerhalb des bestehenden kolonialen Systems. Man zerstritt sich jedoch bald über die Zusammensetzung der Indian States Delegation, die nach London gesandt wurde. Die drei Treffen in London verliefen dann auch ergebnislos.
Louis Mountbatten, 1. Viscount Mountbatten of Burma riet in einer Rede vor der Kammer am 20. Juli 1947 den Fürsten, Indien beizutreten. Mit der Unabhängigkeit und Teilung Indiens am 15. August verlor die Kammer ihre Existenzberechtigung. Die letzten Fürstenstaaten wurden 1956 bei einer administrativen Neugliederung aufgelöst.

### Kanzler

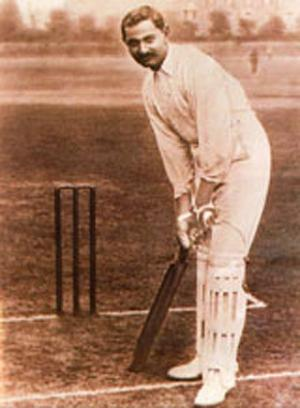
K. S. Ranjitsinhji, Kanzler der Kammer von 1931–1937, ein bedeutender Cricketspieler seiner Zeit

1. Ganga Singh, Maharadscha von Bikaner: 1921–1926
2. Adhiraj Bhupinder Singh, Maharadscha von Patiala: 1926–1931, 1933
3. K. S. Ranjitsinhji, Maharadscha von Nawanagar: 1931–1937[4]
4. K. S. Digvijaysinhji, Maharadscha von Nawanagar: 1937–1944
5. Hamidullah Khan, Nawab von Bhopal: 1944 – 3. Juni 1947 (Rücktritt, da er plante, seinen Staat in die Unabhängigkeit zu führen)
6. Maharadscha von Patiala, 3. Juni 1947–Ende